# Zachód słońca (film)
Zachód słońca – amerykańska komedia kryminalna z 1988 roku.

## Fabuła
Hollywood, rok 1929. Tom Mix, gwiazdor westernowy, uczestniczy w realizacji filmu dźwiękowego o Wyatcie Earpie. Odkrywa, że prawdziwy Earp jest konsultantem. Obaj się zaprzyjaźniają. Kiedy na planie dochodzi do morderstwa, obaj prowadzą prywatne śledztwo.

## Główne role
- Bruce Willis – Tom Mix
- James Garner – Wyatt Earp
- Malcolm McDowell – Alfie Alperin
- Mariel Hemingway – Cheryl King
- Kathleen Quinlan – Nancy Shoemaker
- Jennifer Edwards – Victoria Alperin
- Patricia Hodge – Christina Alperin

i inni

## Nagrody i nominacje
Oscary za rok 1988
- Najlepsze kostiumy – Patricia Norris (nominacja)

Złota Malina 1988
- Najgorsza reżyseria – Blake Edwards
- Najgorsza aktorka drugoplanowa – Mariel Hemingway (nominacja)